# Schelte à Bolswert

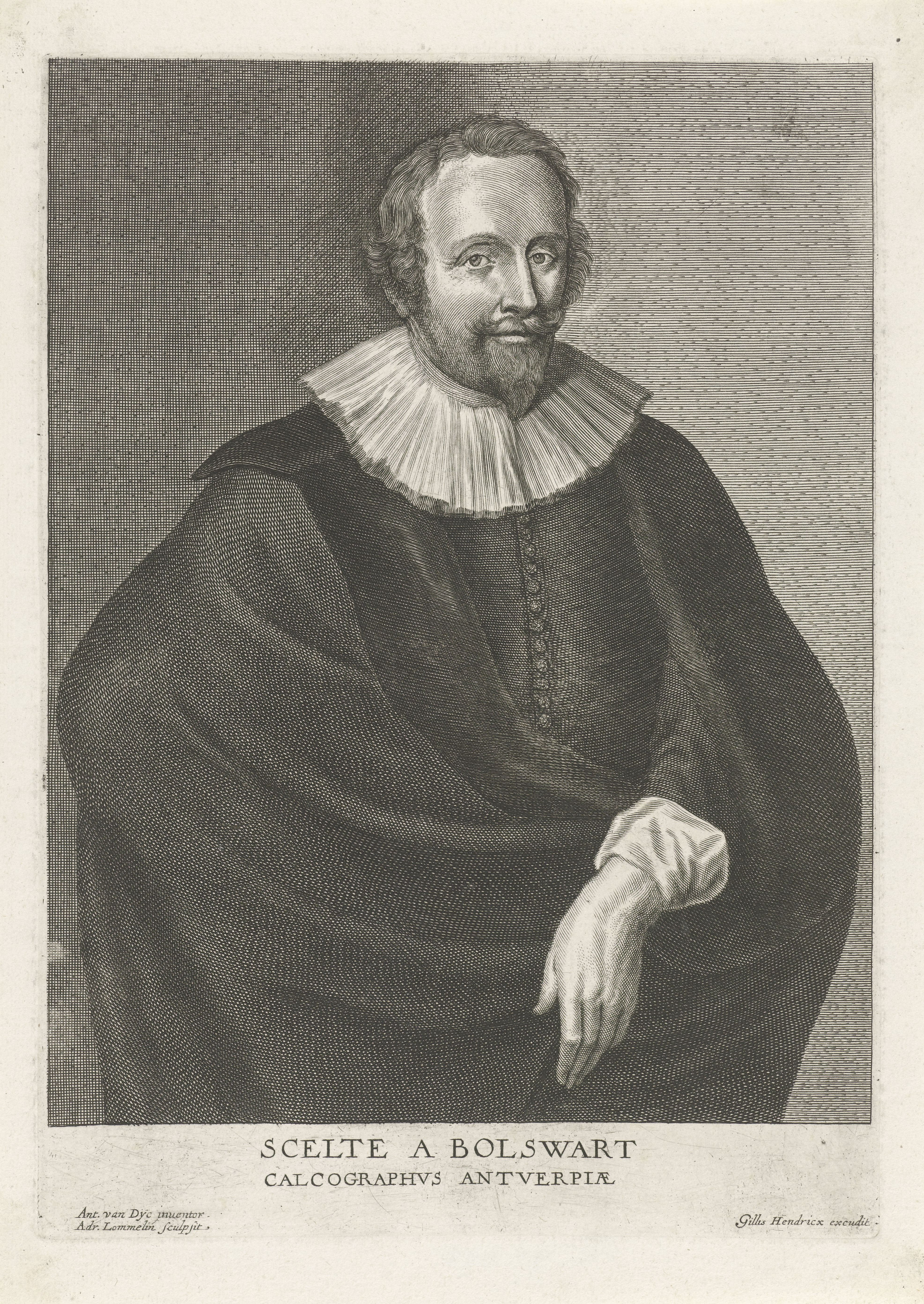
Retrato de Schelte Bolswert, grabado en talla dulce de Adriaen Lommelin por pintura de Anton van Dyck, Ámsterdam, Rijksmuseum.

Schelte Adamsz. Bolswert, cuyo nombre suele aparecer en los grabados por él firmados como Schelte à Bolswert o S à Bolswert (Bolsward, c. 1586-Amberes, 1659), fue un grabador calcográfico frisón vinculado a la escuela flamenca, célebre por sus grabados de reproducción de obras de Rubens y Anton van Dyck.

## Biografía
Con su hermano mayor Boëtius à Bolswert se instaló primero en Ámsterdam, donde aparece documentado entre 1611 y 1616, y posteriormente en Amberes, registrado como maestro libre en el gremio de San Lucas de la ciudad entre septiembre de 1625 y septiembre de 1626. Fue enterrado en el coro de la Catedral de Nuestra Señora de Amberes el 12 de diciembre de 1659.
También como su hermano Boëtius y junto con otros grabadores como Lucas Vorsterman o Paulus Pontius, Schelte fue empleado por Rubens para la reproducción de sus pinturas y composiciones  por medio de la estampa y bajo su estricto control, contribuyendo así a su difusión y a la fama del pintor, extendida por Europa. Algunas de esas pinturas, popularizadas por los grabados de Bolswert, como la estampa de la Asunción de la Virgen abierta a partir del cuadro de Rubens para el altar mayor de la catedral de Amberes, fueron a su vez copiadas o tomadas como modelos por discípulos y seguidores del maestro flamenco, como Frans Francken II (Diest, iglesia de Santa Catalina) o Gerard Seghers (Calais, Notre Dame). Sus grabados contribuyeron también a divulgar y poner en valor los paisajes tardíos de Rubens, que los había mantenido guardados en su colección y solo fueron conocidos tras la venta de sus propiedades a su muerte, en 1640.
Desde 1627, aprovechando la ausencia de Rubens de Amberes, en viaje diplomático por España e Inglaterra, Bolswert haría lo mismo con las pinturas religiosas de Anton van Dyck. Colaboró también con él en la serie de los Icones principum virorum, colección de retratos de pintores, grabadores y amantes de la pintura por dibujos y a iniciativa de Van Dyck, que comenzó a reunir sus minuciosos dibujos preparatorios en torno a 1626, aunque la serie no se publicaría hasta después de su muerte, en 1641.
El conocimiento y amplia circulación de las estampas de Bolswert se aprecia bien en la pintura española, incluso entre artistas de relieve que incorporaron a sus composiciones figuras o detalles tomados de las obras más prestigiosas de Rubens o Van Dyck con la mediación de los grabados de Bolswert, reinterpretando los motivos originales para adaptarlos a su nueva función cuando no copiando directamente los elementos singulares y aún las composiciones completas. Así, por ejemplo, el grabado de la Lamentación sobre el cuerpo de Cristo muerto, con la Virgen, san Juan y dos ángeles de Bolswert, a partir de una conocida pintura de Anton van Dyck (Amberes, Koninklijk Museum voor Schone Kunsten), del que Escalante tomó la figura aislada de Jesús para su Cisto yacente del Museo del Prado, fue copiado en Granada con apenas algún retoque por Felipe Gómez de Valencia (Museo de Bellas Artes de Granada).
Al mismo Escalante se atribuye en el Museo Cerralbo la Conversión de san Pablo, copia —literal en este caso— de una composición original de Rubens grabada por Bolswert. Juan Martín Cabezalero, en la atribuida Asunción de la Virgen del Museo del Prado y, más aún, en la versión de este mismo asunto depositada en el Museo Municipal de Santa Cruz de Tenerife, Juan Ruiz Soriano, en sus historias de la vida de san Agustín (Sevilla, Museo de Bellas Artes), o Juan Carreño de Miranda, que en su Asunción de la Virgen de Poznan (Muzeum Narodowe w Poznaniu) pintada para la iglesia parroquial de Alcorcón, evidencia el conocimiento de la citada Asunción de Rubens para el altar mayor de la catedral de Amberes, que solo pudo conocer a través de la estampa de Bolswert, aunque reinterpretándola para hacer de ella una composición original, son, entre muchos otros, claros testimonios de la influencia que los grabados de Bolswert ejercieron sobre la pintura barroca española.